# Гусман, Даниэль
Даниэ́ль Гусма́н (исп. Daniel Guzmán; род. 1964, Мехико, Мексика) — современный мексиканский художник, создатель графических, живописных и скульптурных работ, инсталляций.

## Образование
Школа изобразительных искусств в Национальном автономном университете Мексики.

## Творчество
Даниэль Гусман создает серии работ, которые стилистически сочетают абстракцию, экспрессивные фигуративные изображения и небольшие вставки текста. В хаотичном и волшебном мире, который создает художник, сталкиваются сексуальность и насилие, любовь и ненависть, страсть и одержимость.
Работы художника часто связаны с рок-музыкой (Deep Purple, Kiss), включают песенную лирику, обложки альбомов. Серия черно-белых рисунков La busqueda del ombligo (The Search of the Navel, 2005—2007) включает диптих, соединяющий мексиканскую иконографию из прошлого и настоящего: символы ацтеков, пирамиды, рисунки Хосе Клементе Ороско. Гусман создает свой собственный космос героев и антигероев. Скульптуры, такие как Brutal Youth (2008) и The Principle Pleasure (2008) включают такие вещи как одежда, альбом записей, найденная мебель, дверь с надписями.